# Teleradioterapija
Teleradioterapija, telerapija, daljinsko obsevanje ali obsevanje na daljavo, tudi zunanje perkutano obsevanje, je najpogostejša oblika radioterapije. Pri takšnem načinu obsevanja bolniki ležijo nameščeni in imobilizirani s posebnimi pripomočki na obsevalni mizi, kjer se obsevajo s pomočjo izvora sevanja, ki se nahaja izven njihovega telesa. Nasprotno je pri obsevanju z brahiterapijo (bližinskim obsevanjem), kjer je treba vir sevanja vstaviti v samo telo. 
V teleradioterapiji se uporabljajo rentgenski žarki (žarki X) visokih energij. S kilovoltnimi rentgenskimi žarki (kV) se obsevajo tumorji, ki se nahajajo na bolnikovi koži ali tik pod njo. Za globlje ležeče tumorje (prostata, mehur, maternični vrat, dojka, pljuča) se uporabljajo megavoltni rentgenski žarki (MV), ki so žarki močnejših energij in s tem posledično zmožnostjo večjega prodora v tkivo. 

## Princip delovanja

### Proces teleradioterapije
V procesu zdravljenja je treba določiti namen zdravljenja (radikalno ali paliativno zdravljenje). Radioterapija je lahko vključena  tudi kot del procesa zdravljenja s kirurgijo, kemoterapijo, hormonsko terapijo in imunoterapijo. Lahko pa zdravljenje raka vključuje vse od naštetih možnosti. Seveda je to predvsem odvisno od same vrste raka, stadija, lokalne kontrole, psiho-fizičnega stanja bolnika. Radioterapevtski proces lahko predstavlja radikalno obliko zdravljenja raka. Lahko ga pa uporabimo kot del adjuvantne (dopolnilne) terapije, torej kot dodatno zdravljenje po prvotno izvedenem operativnem posegu (npr. radikalna prostektomija prostate ali rak dojke v zgodnjih fazah).
Obsevanje z visokimi energijami rentgenskih žarkov privede do uničenje verige DNK celice tumorskega tkiva in posledično v celično apoptozo (odmrtje celice). V procesu obsevanja je potrebna omejitev rentgenskih žarkov z visokimi energijami, saj je cilj radioterapije predati natančno določen odmerek sevanja tumorskemu tkivu na že poprej določen tarčni volumen tkiva in hkrati predati čim manjši odmerek na zdrava tkiva. Vse to privede do zmanjšanja stranskih učinkov, posledic obsevanja in večjo možnost izboljšanja lokalnega nadzora bolezni. Za zagotovitev natančnega obsevanja in nadzora bolezni je potrebna natančnost in doslednost vseh segmentov, ki se pričnejo že s samo pripravo, izdelavo obsevalnega načrta in izvedbo obsevanja. 
V sodobnem procesu teleradioterapije prihaja do nenehnega razvoja novejših in s tem natančnejših obsevalnih tehnik in obsevalnih načrtov. S tem želimo izboljšati natančnost obsevanja v smislu povečanja konformnosti izodozne razporeditve doze (prileganje doznega volumna obliki tumorja), pri čemer je prehod iz visokodoznega na nizkodozno področje čim manjši. S pomočjo razvoja tehnologij za preverjanje nastavitve bolnika pred obsevanjem, pa je pomembna zagotovitev ponovljivosti vsakodnevnega položaja bolnika. Pomembno je, da se zagotavlja vsakodnevno natančno obsevanje od prvega do zadnega obsevanja, s čim manjših odstopanjem. 

## Vrste obsevanja glede na energijo

### Obsevanje s fotonskim snopom (MV)
Visoke energije rentgenskih žarkov oz. fotonov, ki so energijski kvanti kvantiziranega elektromagnetnega polja. Navadno ga označujemo s simbolom γ (grška črka gama). V fiziki visokih energij je navadno ta oznaka za fotone visokih energij (gama žarki), ki nastajajo npr. pri jedrskih razpadih, v jedrih atomov. Fotone, ki pa nastanejo v elektronskem oblaku ali v okolici jedra atoma (rentgenski žarki) pa označujemo s črko X. 
Obsevanje s fotonskim snopom je najpogostejše obsevanje v procesu teleradioterapije. O fotonskem obsevanju govorimo takrat, kadar elektroni na poti iz pospeševalne cevi trčijo v vstavljeno obsevalno tarčo (snov z visokim vrstnim številom Z). V obsevalni tarči prihaja do nastanka zavornega sevanja, kar privede do visoko energijskih fotonov, ki v nadaljevanju zadenejo v izravnalni filter, ki izravna dozni profil. Potrebna je dodatna omejitev žarkovnega snopa, za kar skrbijo zaslonke. Pomembni element, ki omogoča poljubno oblikovanje obsevalnih polj, je večlistni komatorski sistem MLC (angl. Multileaf Collimator), s katerim oblikujemo fotonska obsevalna polja.

### Obsevanje z elektronskim snopom (MeV)
Pri obsevanju z elektronskim snopom pospešeni elektroni trečijo v tanko kovinsko sipalno folijo, katere naloga je zagotovitev homogenosti obsevalnega polja čez celoten dozni profil »dose flattnes«. Obsevalno polje omejimo s posebnimi aplikatorji »tubusi« za zmanjšanje obsevalnega polja na želeno velikost. Izhodni snop elektronov natančno omejimo z individualnimi zaščitami, ki so sestavljene iz Woodove zlitine. 
Najbolj pogoste energije z elektronskim obsevanjem so: 6, 9, 12, 15 in 18 MeV in se uporabljajo predvsem za obsevanje plitvih tumorjev, ki imajo ležišče tik pod kožo ali bodisi za dodatno obsevanje na samo ležišče tumorja, ki je bil predhodno kirurško odstranjen in obsevan s fotonskimi žarki. Obsevanje z elektroni pa se uporablja tudi, kot proces intra operativnega obsevanja (angl. IOERT - Intra-operative electron radiation therapy), ki je proces obsevanja med samo operacijo na ležišče tumorja, kjer je bil tumor odstranjen.
Elektronsko obsevanje je zelo uporabno obsevanje, saj je globinski padec doze pri obsevanju z elektroni zelo hiter, kar pomeni, da glede na energijo elektorni, hitro dosežejo svoj dozni maksimum in imajo strm padec doze v zdravem tkivu.

### Obsevanje s hitrimi protoni
Glavni članek: Obsevanje s hitrimi protoni
Protonska terapija je vrsta obsevanja z delci, ki uporablja protone, da uniči obolelo tkivo, najpogosteje rakave celice. Večina energije se sprosti na točno določeni globini, pri čemer je absorbirana energija pred in za to globino zanemarljivo nizka. Zato ima tovrstno obsevanje manj stranskih učinkov v primerjavi z obsevanjem z žarki ɣ.

## Namen zdravljenja
- Radikalno ali kurativno: pri radikalnem zdravljenju je namen zdravljenja uničenje tumorja in sama ozdravitev bolnika.
- Paliativno: namen paliativnega zdravljenja je predvsem zmanjševanje bolezenskih znakov, ki jih povzroča tumor (lajšanje bolečin, krvavitev, ki so posledica tumorja), čeprav vemo, da bolezen ni več ozdravljiva. Bistveni namen paliativnega zdravljenja je predvsem omogočiti bolnikom živeti čim dlje in z dobro kakovostjo življenja, čeprav raka ne moremo uničiti.
- Predoperativno: namen predoperativnega obsevanja je obsevanje z namenom zmanjšanja tumorja pred samim operativnim posegom.[7]

## Postopek obsevanja

### Priprava na obsevanje
Pred pričetkom postopka obsevanja je potrebna predhodna priprava bolnika na napravi za simuliranje obsevanja. V največji meri je to diagnostična CT naprava, ki ustvari tridimenzionalno sliko notranjosti telesa (CT – računalniška tomografija; angl. computer tomography). Na pripravi na obsevanje se naredi serija CT slik predvidenega obsevalnega področja (navadno področja v katerem se nahaja tumor). 
Vsakega bolnika je potrebno predhodno s posebnimi fiksacijskimi pripomočki (plastične in gumijaste podlage, plastične maske) imobilizirati in nastaviti v ustrezno določen položaj. Tako zagotovimo fiksacijo in čim manjše premikanje bolnika tekom izvajanja obsevanja. Vsako obsevalno področje (medenica, glava, prstni koš, dojka) zahteva uporabo posebno določenih fiksacijskih sredstev. Pri izvedbi slikanja se lahko uporabi za boljši prikaz tumorja in sosednje ležečih zdravih organov na CT slikah, kontrastno sredstvo.  Za tumorje v področju glave in vratu se uporabijo za fiksacijo bolnika posebne termoplastične maske, katere so izdelane individualno za vsakega bolnika. Maska se izdela že pripravi na obsevanje na CT napravi in uporablja se pri vsakem obsevanju za nastavitev bolnika. 

### Izdelava obsevalnega plana
Izdelava obsevalnega plana je pomemben del procesa v radioterapevtskem zdravljenju. Prične se z vrisovanjem vseh tarčnih volumnov in kritičnih organov na CT slikah, ki so bile narejene na pripravi bolnika na obsevanje. Zdravnik radioterapevt onkolog določi predvideno dnevno prejeto dozo posameznega obsevanja (doza na frakcijo), skupno prejeto dozo (tumorska doza) na tumor in kritične organe. Seznam predstavlja tabelo vrisanih tarčnih struktur, katera služi izdelovalcu obsevalnega načrta (medicinski fizik in radiološki inženir dozimetrist) za izdelavo obsevalnega načrta. Medicinski fizik in radiološki inženir dozimetrist s pomočjo radioterapevtskega planirnega sistema določita: vpadne kote v telo bolnika, jakost fotonske energije in s pomočjo posebnih računalniških algoritmov obliko obsevalnega polja ter dozo. 

## Obsevalne tehnike v teleradioterapiji

### Intenzitetno modulirana radioterapija (IMRT)
Pri intenzitetno modulirani radioterapevtski tehniki (angl. Intensity-modulated radiation therapy) se uporabljajo statična obsevalna polja ob konstantno izsevani dozi. Tekom obsevanja pa prihaja do spreminjanja obsevalnega polja. Celotno obsevanje tako traja okoli 15-20 minut. IMRT obsevalna tehnika omogoča bolj konformno dozno porazdelitev tarčnih volumnov v primerjavi z 3D-CRT (angl. 3D - Conformal radiation therapy) obsevalno tehniko, ki velja za osnovno tenhiko obsevanja. 

### Volumetrična modulirana ločna terapija (VMAT)
Volumetrično modulirana ločna terapija (angl. Volumetric modulated arc therapy) predstavlja eno izmed najprednejših obsevalnih tehnik. Poglavitna značilnost te tehnike je, da tekom obsevanja linearni pospeševalnik seva fotonski snop žarkov ves čas obsevanja. Tekom vrtenja obsevalnega aparata okoli bolnika pa prihaja do spreminjanja določenih parametrov: oblikovanje obsevalnega polja, spremenljive hitrosti izsevane doze na enoto ter spreminjanje hitrosti obsevalnega aparata tekom vrtenja.  Obsevanje je lahko izvedeno v poljubnem številu obsevalnih lokov vrtenja okoli bolnika, a vendar navadno zadostujejo eden do trije obsevalni loki. Poglavitna prednost VMAT tehnike pred IMRT tehniko je predvsem krajši obsevalni čas in s tem manjša verjetnost premikanja bolnika tekom obsevanja, kar pomeni večjo natančnost obsevanja.

### Slikovno vodena radioterapija (IGRT)
Slikovno vodena terapija (angl. Image Guided Radiotherapy) je proces pri katerem s pomočjo različnih sistemov za zajetje slik nastavitve bolnika, se zagotavlja natančnost obsevanja. IGRT tehnika preverjanja identičnosti in nastavitve položaja je zagotoviti boljšo skladnost ter natančnost v odnosu položaja, v katerem je bil bolnik na CT simulatorju ob pripravi na obsevanje. Pravilno nastavitev bolnika je potrebno preveriti pred samim pričetkom obsevanja. Pri naprednih obsevalnih tehnikah, zahtevnih ter obsežnih obsevalnih načrtih je potrebno izvajanje vsakodnevnega procesa preverjanja položaja in nastavitve 
bolnika. 

## Obsevalne naprave

### Linearni pospeševalnik
Linearni pospeševalnik (angl. Linear accelerator - LINAC) je megavoltna (MV) obsevalna naprava, ki se uporablja v teleradioterapiji. V preteklosti so se uporabljali obsevalni aparati, ki so imeli vstavljen izvor sevanja elementa Co60 (telekobalt). Temeljne prednosti linearnega pospeševalnik pred telekobaltom je zmožnost tvorjenja različnih spektrov energij potrebnih za natančno dozno obremenitev predvidenih tarčnih struktur. V linearnem pospeševalniku ni več radioaktivnega izotopa, kot je bil v telekobaltu. Zaradi točkastega izvira je možna boljša ostrina polja in s tem manjša polsenca tekom obsevanja pri linearnemu pospeševalniku, kot pri telekobaltu.

#### Delovanje linearnega pospeševalnika
Ob segrevanju volframove žarilne nitke, prihaja do emisije elektronov (negativno nabitih delcev), ki se pospešujejo do energij 6MV - 21 MV v pospeševalni cevi s pomočjo elektromagnetnega valovanja. Visokoenergijski snop elektronov se nato s pomočjo posebnih magnetov oblikuje in odkloni v ozek snop s premerom cca 3 mm ter usmeri v obsevalno tarčo. Na tarči, zgrajeni pretežno iz volframa, pride do interakcije in zavornega sevanja, kar privede do emisije visokoenergijskih fotonov - obsevanje s fotoni. 
Na poti elektronov iz pospeševalne cevi, pa se lahko obsevalna tarča umakne na poti pospešenih elektronov, tako da elektroni trčijo v posebno sipalno folijo, katere namen je razpršitev elektronskega snopa - obsevanje z elektroni. 

### Terapevtska rentgenska naprava
Terapevtska rentgenska naprava je v osnovi navaden rentgenski diagnostični aparat z rentgensko cevjo. Namenjen je obsevanju s fotoni nizkih energij (od 10kV do več 100kV). Sestavljen je iz rentgenske cevi, v kateri je katoda (negativno nabita elektroda), ki predstavlja vir emitacije elektronov in tarča, ki jo predstavlja anoda, ki je pozitivno nabita elektroda. Sama napetost med katodo in elektrodo, omogoča pospeševanje elektronov od katode do anode, kjer po principu zavornega sevanja ob trku elektronov na anodo nastanejo fotoni (x žarki), ki se uporabljajo v terapevtske namene.
Zaradi dokaj majhne prodornosti teh žarkov se terapevtski rentgenski aparat uporablja za obsevanje primarnih nemelanomskih kožnih tumorjev, raznih zasevkov v področju kože. Prav tako lahko se lahko obsevajo razne benigne formacije, kot so keloidi, teniški komolec in artritis.

## Oblikovanje obsevalnega polja

### Večlistni kolimatorski sistem
Večlistni kolimatorski sistem (angl. MLC - Multi Leaf Collimator) je sistem majhnih lističev iz volframove zlitine za natančno in poljubno oblikovanje obsevalnega polja. MLC sistem vključuje navadno okoli 120 (60 parov) majhnih lističev v debelini od 2,5 mm do 10 mm. Novejši sistemi (HD-MLC) vsebujejo tudi 160 lističev (80 parov). V procesu planiranja obsevalnega plana je mogoča poljubna nastavitev vsakega lističa posebej pri poljubnem obsevalnem polju in kotu vpada žarkovnega sistema. Takšen način oblikovanja obsevalnega polja omogoča načrtovalcu obsevalnega načrta natančno in bolj učinkovito oblikovanje snopa žarka po geometriji in obliki tumorja in s tem manjše nepotrebno obsevanje zdravih t. i. kritičnih organov.